# Johann Christian Günther

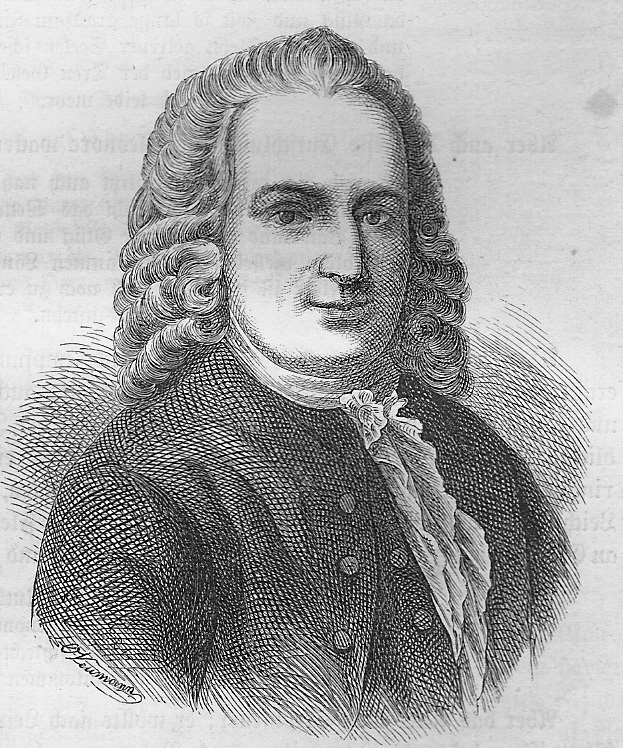
Johann Christian Günther

Johann Christian Günther (ur. 8 kwietnia 1695 w Strzegomiu, zm. 15 marca 1723 w Jenie) – poeta niemiecki.
Johann Christian Günther był synem lekarza. W latach 1710–1715 uczęszczał do gimnazjum w Świdnicy. Wówczas napisał dramat Zazdrość, której żałował Theodosio (Die von Theodosio bereute Eifersucht), który wystawiono w na szkolnej scenie. Zaręczył się z Magdaleną Eleonorą Jachmann, która występuje w jego późniejszych wierszach jako Leonore.

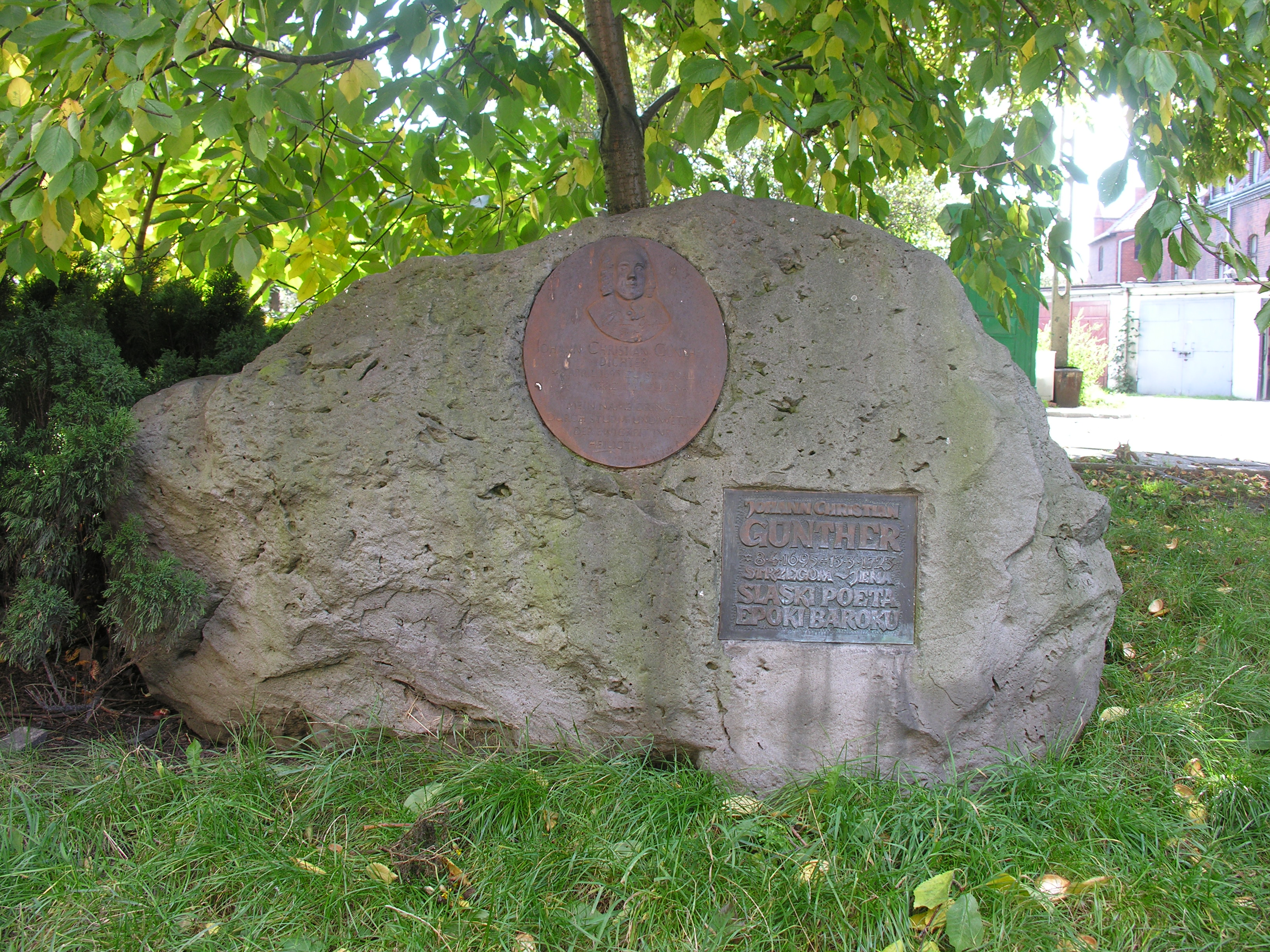
Kamień pamiątkowy ku czci Johanna Christiana Günthera w Strzegomiu

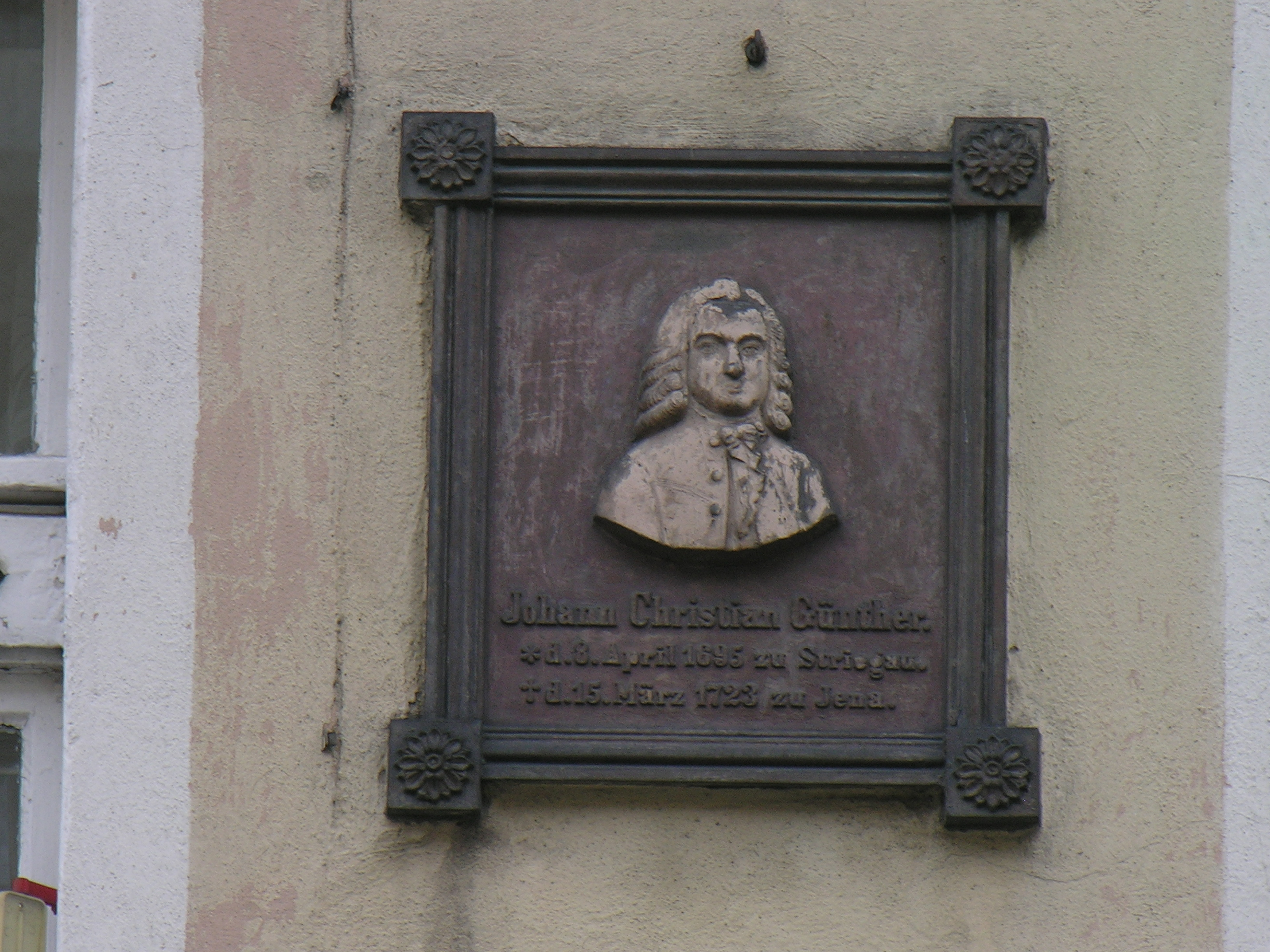
Tablica pamiątkowa ku czci Johanna Christiana Günthera w Strzegomiu

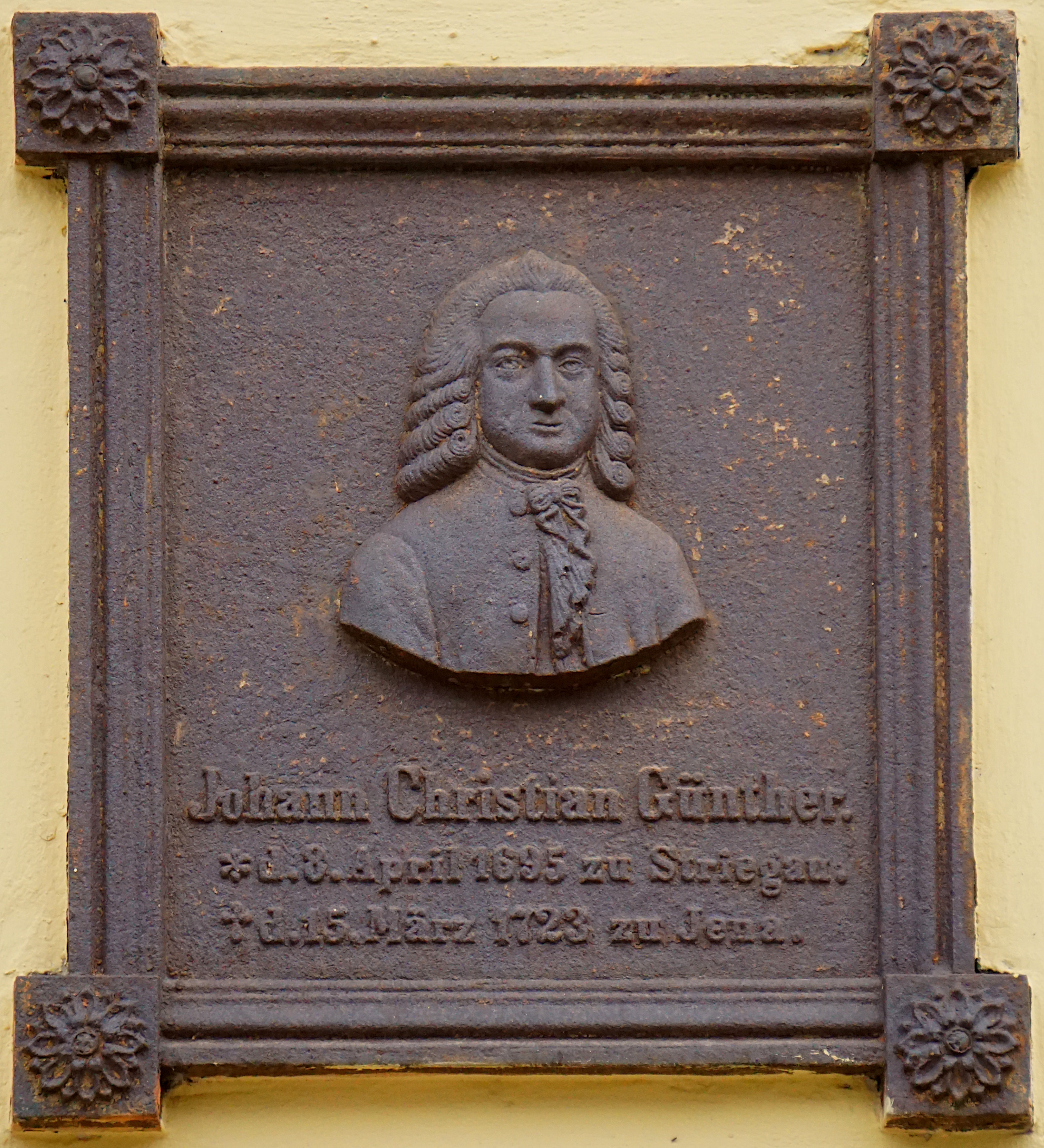
Tablica pamiątkowa w Kamiennej Górze

W 1715 r. na życzenie ojca rozpoczął studia medyczne w Wittenberdze. W 1716 r. Johann Christian Günther otrzymał tytuł Poeta laureatus Caesareus. Wkrótce doszło do zerwania z ojcem, który nie zgadzał się by syn został poetą. W 1717 r. trafił do więzienia za długi. W tym samym roku przeniósł się do Lipska, gdzie zapisał się na miejscowy uniwersytet. Wspierał go pisarz i historyk Johann Burckhardt Mencke. Nie udało mu się jednak uzyskać dla podopiecznego stanowiska nadwornego poety króla polskiego Augusta II. W 1720 r. Günther bezskutecznie próbował uzyskać posadę lekarza w Kluczborku. Nie powiodła się także próba pojednania z ojcem. Mieszkał u swoich przyjaciół ze studiów. W 1723 r., chory, przeniósł się do Jeny, gdzie zmarł na gruźlicę.
Johann Christian Günther pisał głównie wiersze okolicznościowe, miłosne i pieśni studenckie. Jego utwory ukazały się dopiero pośmiertnie staraniem przyjaciół. Poezja Günthera formalnie należy do epoki baroku, jednak ze względu na silne piętno emocjonalne w jego twórczości jest zaliczany do prekursorów okresu Burzy i naporu.

## W kulturze
W Strzegomiu poeta został upamiętniony tablicą na domu, przy ul. Dąbrowskiego, gdzie urodził się, i kamieniem pamiątkowym.
W Kamiennej Górze, gdzie mieszkał i tworzył w latach 1721–1723, znajduje się tablica wmurowana w fasadę kamienicy przy Placu Wolności 15.